# Гексафтороалюминат аммония
Гексафто́роалюмина́т аммо́ния — неорганическое вещество, смешанная соль плавиковой кислоты, алюминия и аммония, с формулой (NH4)3[AlF6]. Бесцветные кристаллы, растворимые в воде; пожаро- и взрывобезопасен. В высоких концентрациях - ядовит.

## Получение
- Взаимодействием оксида или гидроксида алюминия с фторидом или гидрофторидом аммония:

{\displaystyle {\mathsf {Al_{2}O_{3}+12NH_{4}F\ {\xrightarrow {}}\ 2(NH_{4})_{3}[AlF_{6}]+6NH_{3}+3H_{2}O}}}
{\displaystyle {\mathsf {Al(OH)_{3}+3NH_{4}HF_{2}\ {\xrightarrow {}}\ (NH_{4})_{3}[AlF_{6}]+3H_{2}O}}}

## Физические свойства
Гексафтороалюминат аммония образует бесцветные кристаллы кубической сингонии, пространственная группа F 43m, параметры ячейки a = 0,842 нм, Z = 4.

## Химические свойства
- При нагревании последовательно разлагается:

{\displaystyle {\mathsf {(NH_{4})_{3}[AlF_{6}]{\xrightarrow[{-NH_{3},HF}]{T^{o}C}}NH_{4}[AlF_{4}]{\xrightarrow[{-NH_{3},HF}]{T^{o}C}}AlF_{3}}}}

## Применение
- Промежуточный продукт в производстве AlF3.

## Безопасность
Благодаря наличию ионов фтора вещество токсично.
ЛД50 на крысах около 98 мг на 1 кг живого веса; ПДК 0,5 мг/м³.